# Thuré
Thuré – miejscowość i gmina we Francji, w regionie Nowa Akwitania, w departamencie Vienne.
Według danych na rok 1990 gminę zamieszkiwało 2 335 osób, a gęstość zaludnienia wynosiła 54 osoby/km² (wśród 1467 gmin regionu Poitou-Charentes, Thuré plasuje się na 116. miejscu pod względem liczby ludności, natomiast pod względem powierzchni na miejscu 60.).